# Clarksdale (Missouri)
Clarksdale – miasto w Stanach Zjednoczonych, w północno-zachodniej części stanu Missouri.
Liczba mieszkańców w 2000 roku wynosiła 351. Populacja miejscowości zmniejsza się, w roku 2010 odnotowano, że miejscowość zamieszkuje 271 mieszkańców.
Miejscowość posiada własny oddział Straży Pożarnej (Clarksdale Fire Department). 